# モンテチトーリオ宮殿

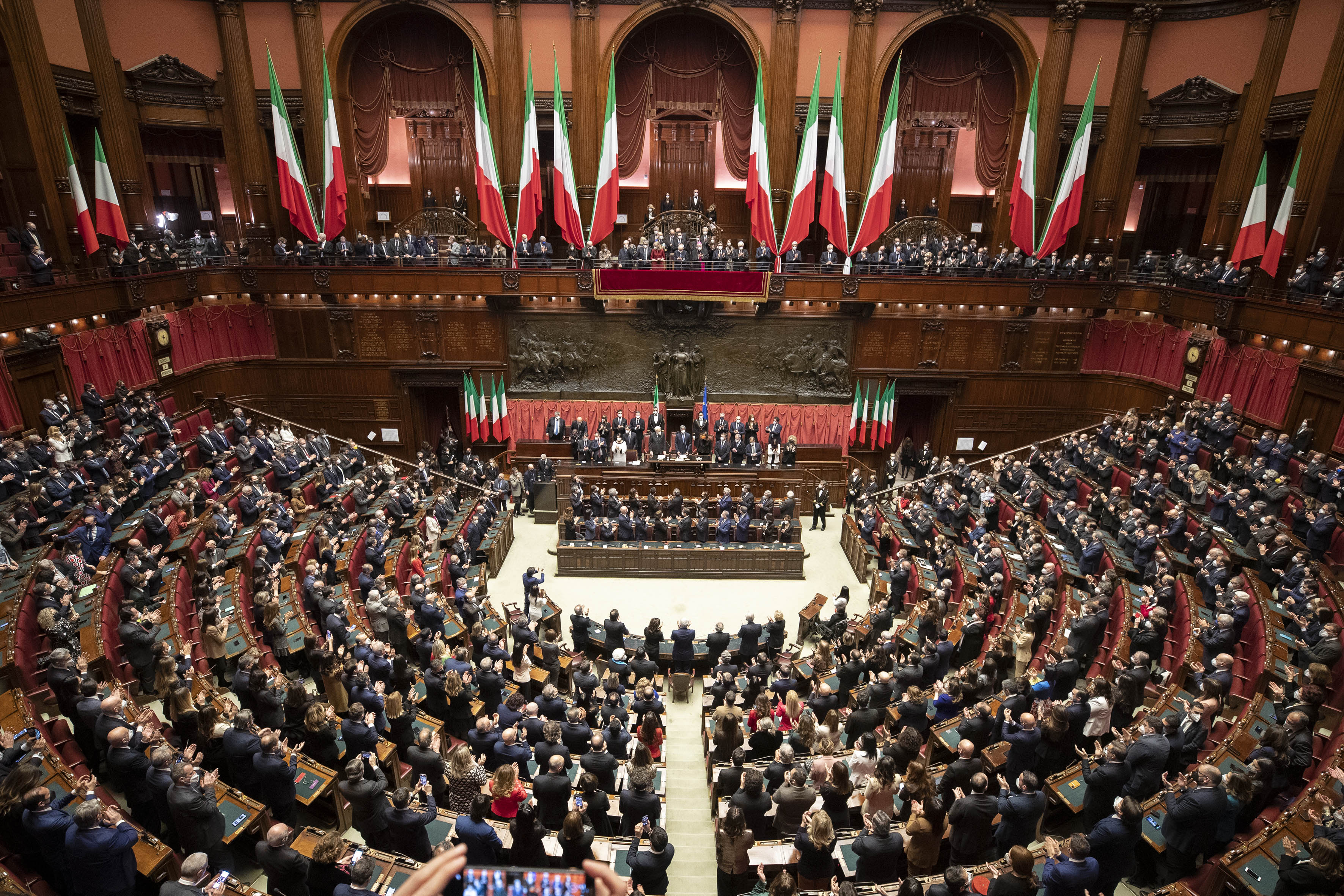
代議院議事堂

モンテチトーリオ宮殿（モンテチトーリオきゅうでん、伊：Palazzo Montecitorio）は、イタリアのローマに位置する宮殿である。
現在、モンテチトーリオ宮殿は代議院 (下院) 議事堂として使用されている。

## 特徴
- 17世紀初頭、ローマ教皇イノケンティウス10世が建築家ジャン・ロレンツォ・ベルニーニに依頼し設計、80年以上を経て1694年にイノケンティウス12世の意向で、建築家カルロ・フォンターナ（Carlo Fontana）が完成させていた[1]。最初は教皇裁判所として使用、1870年にイタリア統一を機に下院議会として選ばれた[2]。